# Château de Chaux
Le château de Chaux est situé à Chevanceaux en Charente-Maritime.

## Localisation
Le château de Chaux est situé dans le sud-est de la commune, au confluent du Lary et un affluent de sa rive droite, la Font de la Fenêtre, confluent qu'il surplombe par un promontoire peu élevé. Le Lary fait à cet endroit la limite avec la forêt de la Double saintongeaise à l'est.

## Historique
La seigneurie appartenait dès le Xe siècle aux comtes d'Angoulême,. Elle fut donnée en 1030 par le comte Geoffroi Taillefer. Elle passa au XIVe siècle aux Sainte-Maure de Montausier, seigneurs de Jonzac, famille d'origine tourangelle qui s'était établie à cette époque en Saintonge, et qui furent longtemps propriétaires jusqu'au XVIIIe siècle.
Au XVIe siècle, la châtellenie de Chaux formait avec sa voisine Montausier, possédé aussi par les Sainte-Maure, une enclave d'Angoumois en Saintonge appelée Petit Angoumois.
Au XVIIe siècle le château fut vendu à un Loménie, puis à François de Jussac d'Ambleville. Celui-ci fit transformer en 1636 le château par un architecte saintongeais, Jean Caillabet.
Lorsque François de Jussac fut décapité par Richelieu, car il avait prêté en 1621 son concours au duc d'Épernon pour lever un corps de troupes pour assiéger la ville de La Rochelle, le château revint à sa sœur qui était une Sainte-Maure. À partir de 1768 il fut vendu et de nombreux propriétaires se succédèrent.
Vers 1600 ou au XVIIIe siècle, le dernier Sainte-Maure fit planter un bois de chênes-lièges.
D'autres modifications furent apportées au château au XIXe siècle. Le marquis de Lestrange y développe un vignoble de plus de cent hectares et fait construire des bâtiments d'exploitation. En 1885, donc après son décès, la propriété est acquise par le comte Adrien Treuille, qui le transmet par héritage aux Benoît du Rey.[réf. nécessaire]
Pendant la Seconde Guerre mondiale, le mobilier et la tour Est furent brûlés par les Allemands.

## Architecture
Le château du XVIIe siècle, vaste construction de plan carré, possède une cour intérieure, dont l'entrée se fait par une poterne située au centre du côté nord avec porche surmonté d'une tour carrée. Les rainures de l'ancien pont-levis sont encore visibles, ainsi que la douve. Les bâtiments sont cantonnés de quatre tours d'angle circulaires, coiffées de tuiles plates.
Une galerie avec arcades ornent le bâtiment sud donnant sur la cour. L'ancienne chapelle, à voûtes à nervures, se situe dans l'aile ouest. Les bâtiments possèdent des cheminées de styles Louis XIII et Empire.
Des corps de ferme complètent le château à l'ouest et au nord.
Les façades et toitures du château sont inscrits au titre des monuments historiques par arrêté du 21 novembre 1969.